# Knoflookpad
De knoflookpad (Pelobates fuscus) is een padachtige kikker uit de familie van de knoflookpadden (Pelobatidae).
De knoflookpad heeft een wat gedrongen uiterlijk en is te herkennen aan de sterk uitpuilende ogen met een oranje iris en een verticale pupil. Het is de bekendste soort uit de familie knoflookpadden en heeft tevens de grootste verspreiding. De kikker komt voor in het centrale deel en het oosten van Europa, onder andere in België en Nederland. De Nederlandse naam is te danken aan het naar knoflook ruikende secreet dat door de huid wordt afgegeven bij gevaar.
De knoflookpad zet de eieren af in kleine, visvrije wateren zoals vijvers en vennen in open gebieden. De rest van het jaar leven de kikkers op het land in rulle bodems. Op het menu staan voornamelijk insecten, gedurende de winter houdt de knoflookpad een winterslaap.

## Uiterlijke kenmerken
De knoflookpad is een gedrongen kikker die middelgroot wordt en een lengte van 4,5 tot 6,5 centimeter bereikt. Mannetjes blijven kleiner dan de vrouwtjes en worden zo'n 45 tot 60 millimeter lang, vrouwtjes 50 tot 66 mm met uitschieters tot 80 mm.

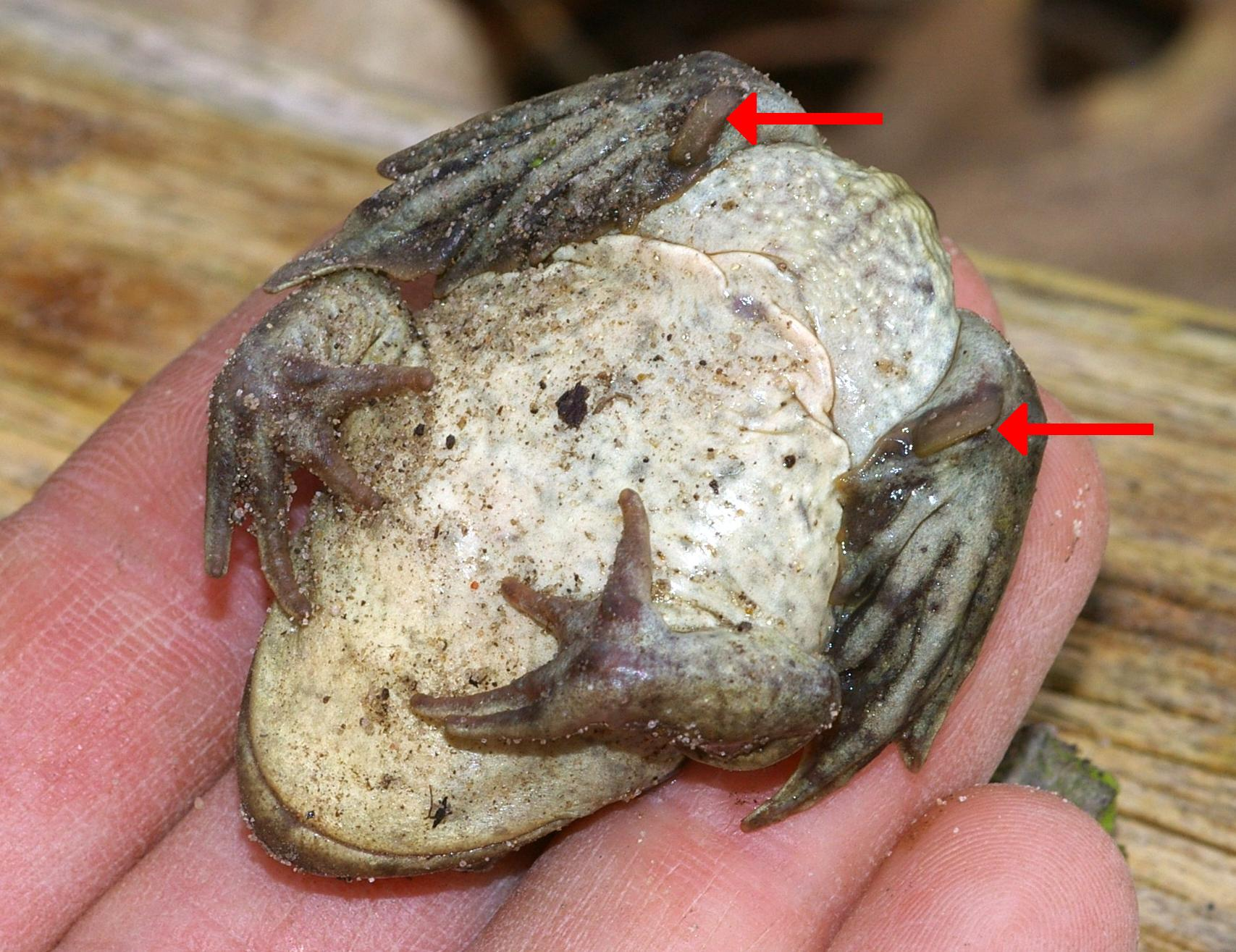
De achterpoten dragen scherpe metatarsusknobbels aan de onderzijde, aangegeven met rode pijlen.

De knoflookpad heeft een kenmerkende, ietwat plompe bouw. Wat meteen opvalt is de pijlvormige tekening die op de rug van vrijwel ieder individu van de soort zichtbaar is, hoewel er ook individuen voorkomen waarbij de pijl niet goed ontwikkeld is. De pijl wordt gevormd door een vlekkenpatroon op de rug, waarvan de fijne structuur (de 'afwerking' aan de randen van de vlekken) individueel sterk verschilt. Op het midden van de rug ontbreken de vlekken in het midden, waardoor een rugstreep-effect ontstaat. De pijlvorm wordt gecompleteerd door twee ongevlekte banen die ontstaan achter de nek en in een hoek van ongeveer 45 graden op de 'rugstreep' staan, ze eindigen voor de achterpoten. Er is per geslacht een verschil in huidskleur waargenomen; vrouwtjes zijn vaak grijs van grondkleur, mannetjes vaak leemgeel. Alle knoflookpadden hebben een witgele, tot vuilgrijze buik, oranje iris en verticale pupil.
Vrouwtjes zijn over het algemeen iets groter en plomper dan de mannetjes. Mannetjes zijn vaak kleiner en beweeglijker dan de vrouwtjes. Mannetjes hebben geen paarkussentjes en ook een kwaakblaas ontbreekt. In de paartijd krijgen ze een schijfvormige zwelling op iedere bovenarm, die veroorzaakt wordt door het opgezwollen kliercomplex, dat over de schouders van het mannetje 'op' de onderarmen ligt. Vrouwtjes lijken dan ook over het algemeen dunnere bovenarmen te hebben. Alle knoflookpadden hebben aan beide achtervoeten een speciale, verhoornde graafknobbel, waarmee snel grote hoeveelheden grond kunnen worden verzet.

### Larven
De larven bereiken een totaallengte van 8 tot 10 cm maar soms komen reusvormen voor die tot 20 cm lang kunnen worden. Dit zijn vaak exemplaren die als larve hebben overwinterd en daardoor veel langer kunnen doorgroeien.
De mondrandpapillen rond het mondveld ontbreken alleen aan de bovenzijde, de hoornkaak is zwart van kleur. De tandenrijen zijn onregelmatig gerangschikt en liggen niet in parallelle rijen zoals bij de meeste kikkerlarven. De staartzoom is relatief hoog, de staartpunt is juist erg spits wat de staart een karakteristieke vorm geeft. Het hoogste punt van de staartzoom wordt bereikt aan het achterste deel van de staart, dit in tegenstelling tot de larven van veel Rana- soorten. De kleur van de larven is brons- tot goudbruin, bij oudere larven is de metatarsusknobbel al te zien.

### Onderscheid met andere soorten
De knoflookpad is door zijn stompe lichaam en sterk uitpuilende ogen met verticale pupil maar met weinig andere soorten te verwarren. De scherpe randen aan de achterpoten zijn uniek voor de knoflookpadden en komen bij andere soorten niet voor. Daarnaast zijn knoflookpadden nooit groen, zoals veel groene kikkers, hebben ze geen grote parotoïden zoals padden. Alleen met andere knoflookpadden uit het geslacht Pelobates is de soort moeilijker te onderscheiden vanwege de grote variatie in kleur van alle soorten. Hierbij kan een exemplaar gedetermineerd worden aan de vorm van het schoffel- tot schep-achtige uitsteeksel aan de achterpoten.

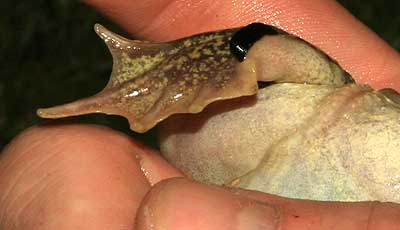
Spaanse knoflookpad: zwarte metatarsusknobbel.
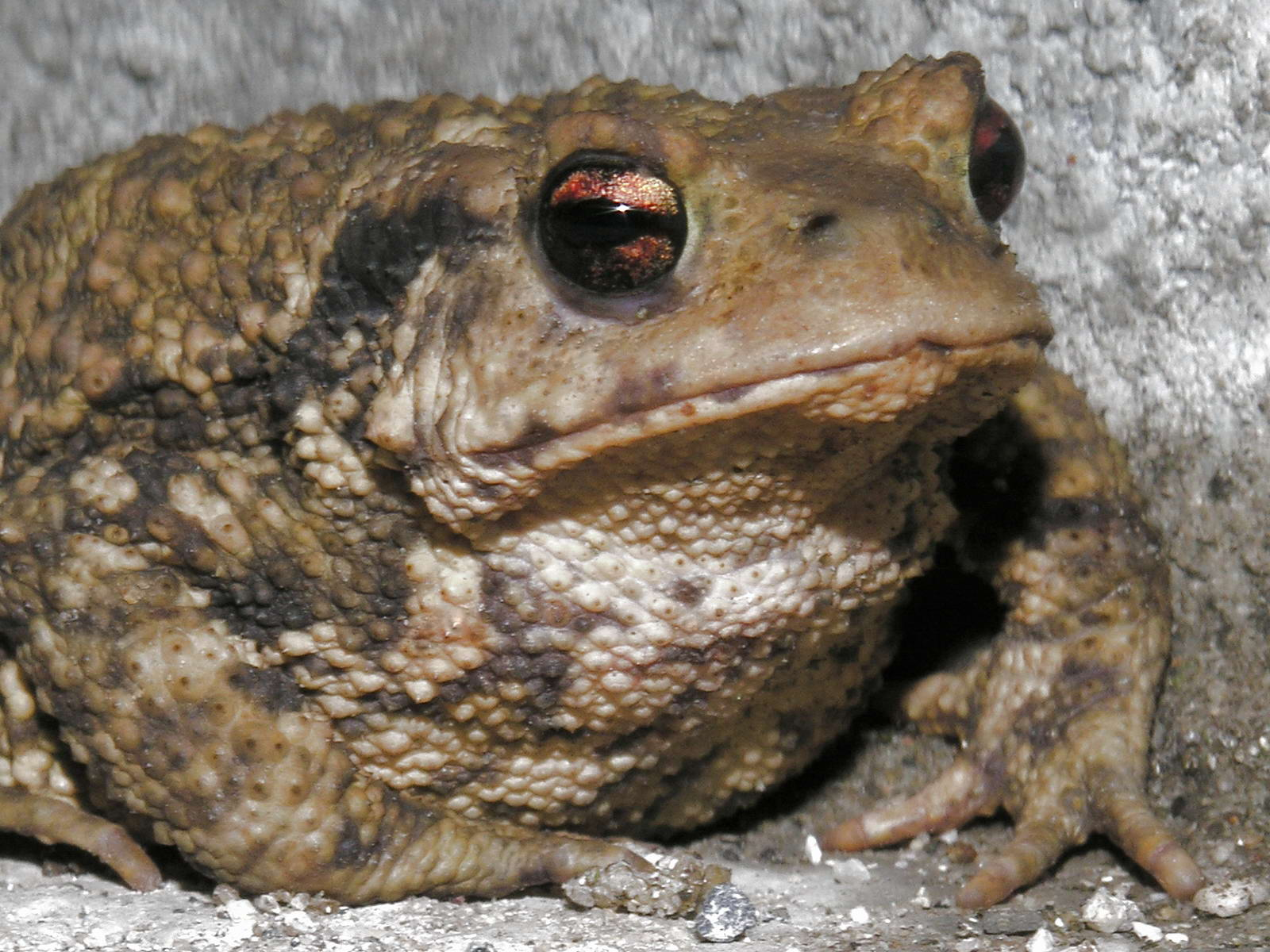
Gewone pad: minder uitpuilende ogen, horizontale pupil.
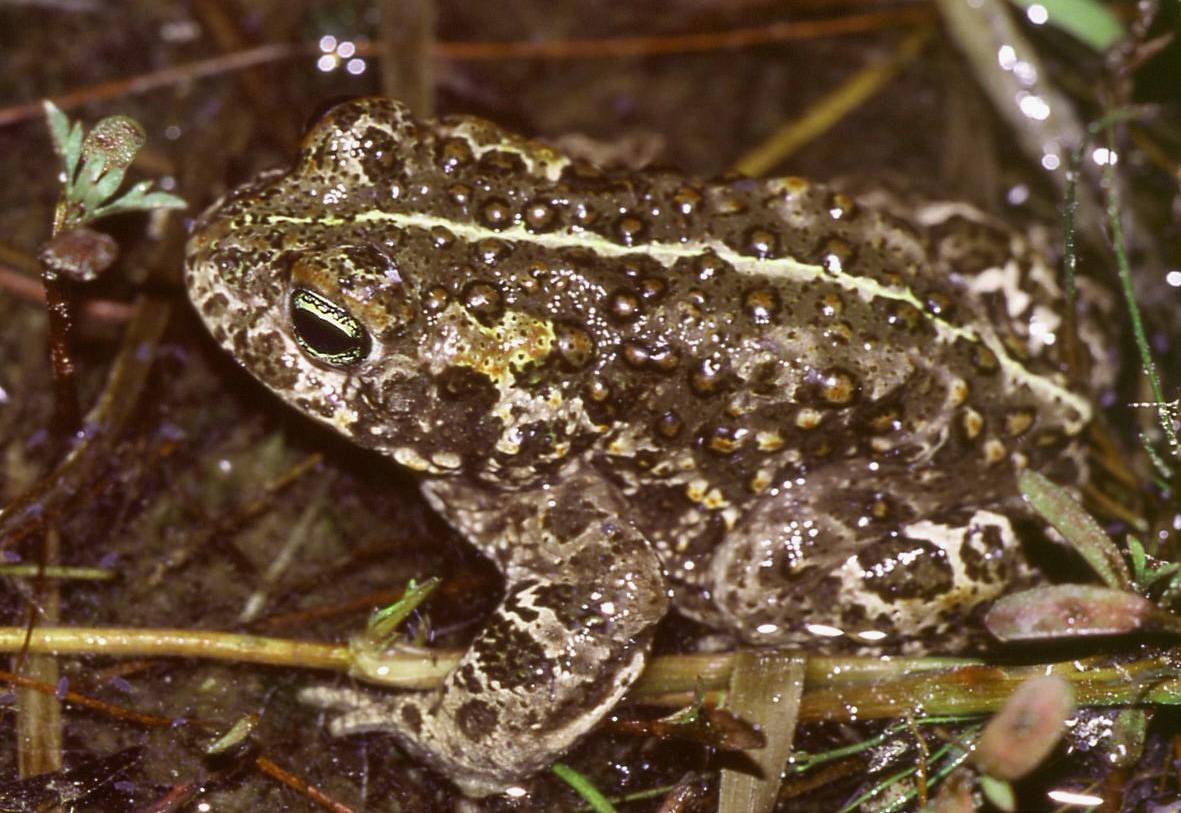
Rugstreeppad:heeft altijd een rugstreep.
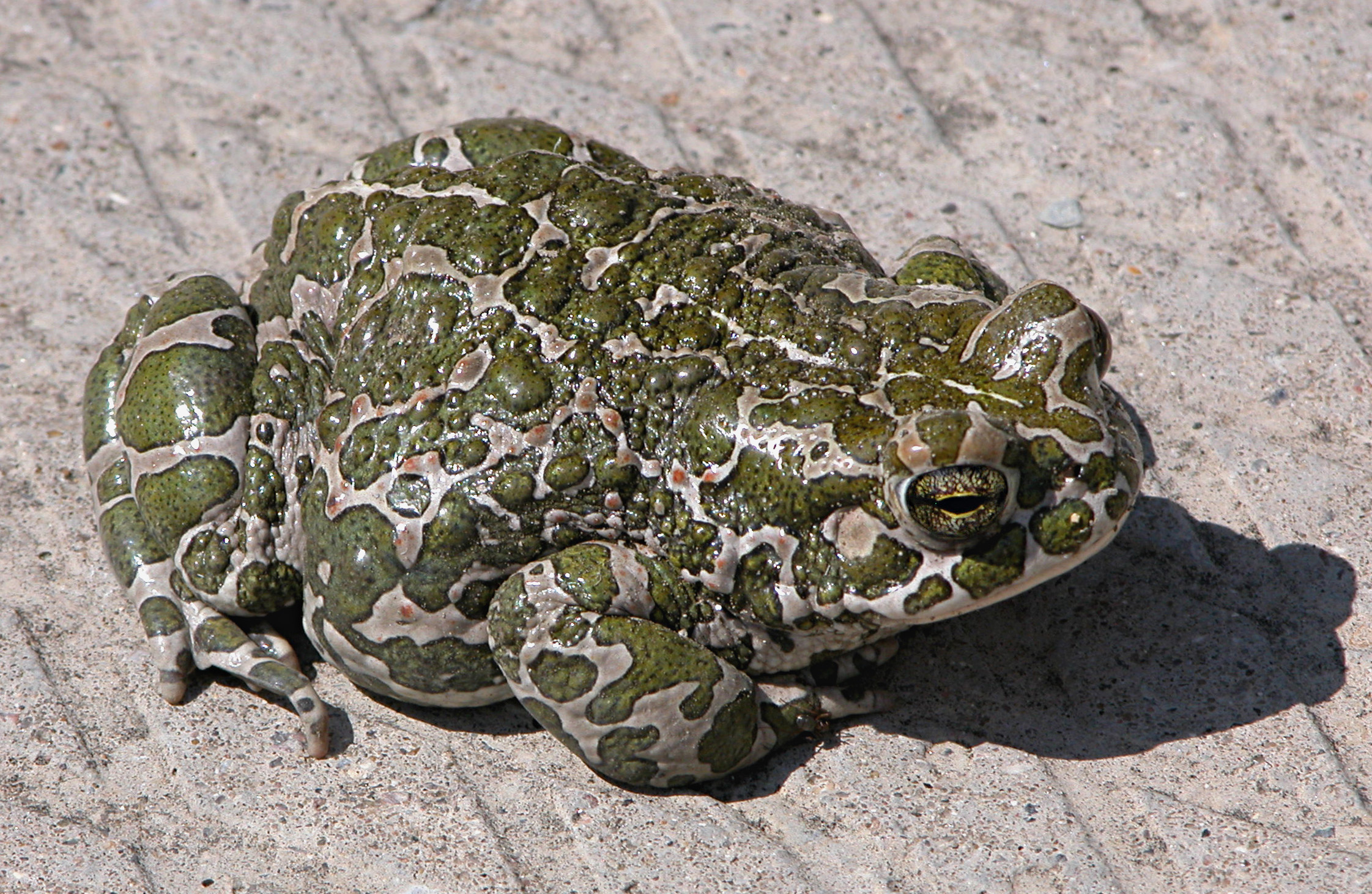
Groene pad: heeft vrijwel altijd afstekende groene vlekken.

## Verspreiding en habitat

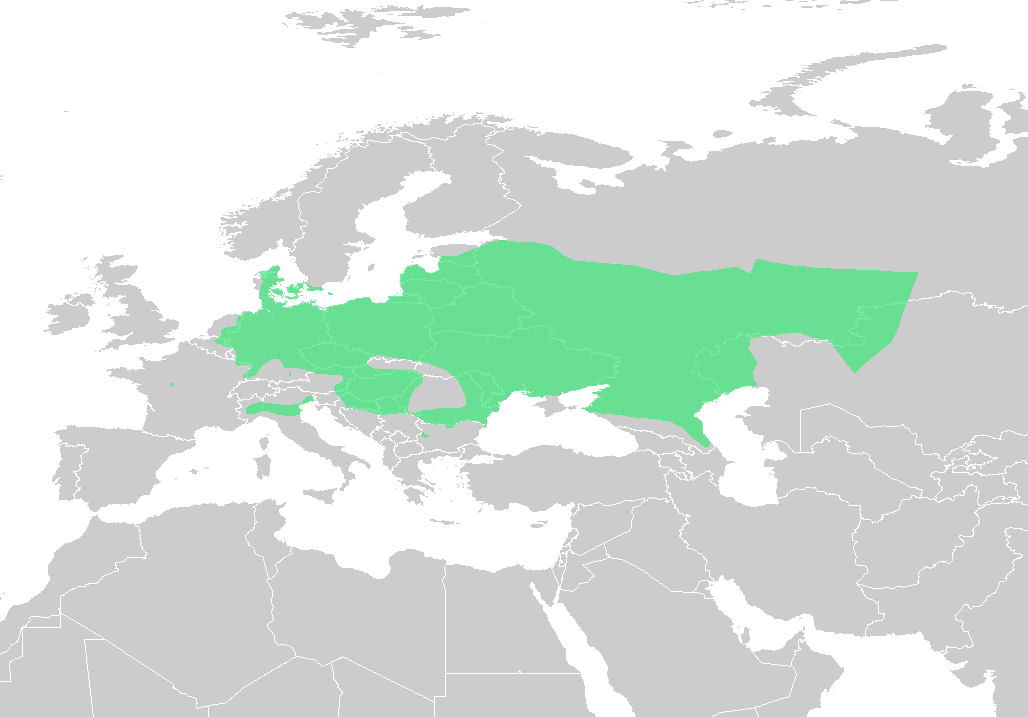
Verspreidingsgebied in het groen.

De knoflookpad komt voor in Europa, het verspreidingsgebied strekt zich echter in het oosten uit tot diep in Kazachstan voorbij de rivier de Oeral waardoor de soort tot in Azië voorkomt. De landen waar de soort voorkomt zijn: Belarus, België, Bulgarije, Denemarken, Duitsland, Estland, Frankrijk, Griekenland, Hongarije, Italië, Kazachstan, Letland, Litouwen, Nederland, Oekraïne, Oostenrijk, Polen, Roemenië, Rusland, Servië, Slowakije, Tsjechië, Turkije en Zweden.
In Europa komen naast de knoflookpad ook de Spaanse knoflookpad en de Syrische knoflookpad voor. De Syrische knoflookpad komt voor in zuidelijk Griekenland en het zuiden van de Balkan, de Spaanse knoflookpad leeft in uiterst westelijk en zuidelijk Frankrijk en Spanje. Deze laatste soort heeft een duidelijk afgelegen verspreidingsgebied, de Syrische knoflookpad leeft samen met de knoflookpad op de grens tussen Bulgarije en Roemenië. De westgrens van de verspreiding van de knoflookpad wordt bepaald door de IJssel en de Maas in Nederland en Duitsland. De zuidgrens loopt door Oostenrijk en het noorden van de Balkan. In het oosten komt de soort voor tot aan de Oeral. De knoflookpad is erg algemeen in Polen, Wit-Rusland en Rusland.
De knoflookpad is een typische laaglandbewoner, die voorkomt van zeeniveau tot 675 meter boven zeeniveau in Tsjechië. De soort ontbreekt in bergstreken zoals de Alpen en de Karpaten, in Zwitserland kwam de kikker vroeger voor maar is hier uitgestorven. Ten zuiden van de Alpen in Italië zijn geïsoleerde populaties in de Povlakte aanwezig, deze behoren tot de ondersoort P. f. insubricus. In Frankrijk is mogelijk een relictpopulatie aanwezig in het midden van het land (Indre), maar vermoedelijk is de kikker hier verdwenen.

### Verspreiding in Nederland
In Nederland is het voorkomen van de soort beperkt tot de oostelijk gelegen, hogere gronden in de rivier- en beekdalen. Daarvan zijn het Overijsselse Vechtdal, verschillende IJssel-beekdalen in Gelderland, het Gelderse IJsseldal, oostelijk Noord-Brabant (waaronder twee locaties ten zuiden van het dorp Deurne) en het Noord-Limburgse Maasdal te noemen als voornaamste populatiegebieden. De grootste populatie knoflookpadden bevindt zich in en rond het Gelderse Overasselt.

### Verspreiding in Vlaanderen
In Vlaanderen komt de knoflookpad steeds minder voor. Het aantal vindplaatsen neemt gestaag af, zodat er in 2013 nog slechts vijf populaties waren, met in totaal zo'n 40 tot 50 roepende mannetjespadden. Vanuit de Vlaamse regering is er een initiatief genomen om voor de knoflookpad een soortbeschermingsprogramma op te starten. Anno 2019 kwam de pad nog maar op een drietal plekken in Vlaanderen voor. De knoflookpad is een van de meest bedreigde amfibieën in Vlaanderen. In 2023 waren er nog maar twee natuurlijke kolonies over. In het kader van het kweek- en uitzetprogramma hebben het Agentschap Natuur en Bos en het Instituut voor Natuur- en Bosonderzoek (INBO) dat jaar een 600-tal jonge knoflookpadden uitgezet in het Genkse natuurgebied De Maten, waar het uitgestorven was.

### Habitat
De knoflookpad leeft in open, steppe-achtige gebieden tot rivierdalen en heeft vanwege de gravende levenswijze een voorkeur voor een zanderige tot fijne grindbodem. In rotsige omgevingen komt de soort niet voor. De kikker leeft in alle vegetatietypen; naald- loof- en gemengd bos, maar meestal wordt de soort in open, relatief onbegroeide delen aangetroffen. De kikker wordt ook gevonden in agrarische gebieden als asperge- en aardappelvelden en tuinen, stadsparken en industrieterreinen. In Italië plant de kikker zich voort in rijstvelden. Er is een hoge tolerantie voor zout water, zo komen ook populaties voor rond het Neusiedler Meer, waarvan het water alkalisch is.
Er lijken jaarlijks een drietal (geïdealiseerde) habitattypen van groot belang voor het voortbestaan van de soort, te weten:
- voedselrijk, stilstaand, visvrij water als voortplantingshabitat
- rijkelijk door de zon beschenen, voedselarme zandgronden als winterhabitat
- rijkelijk door de zon beschenen weilanden, afgewisseld met zandige plekken, struikjes en bosschages, omzoomd door houtwallen als zomerhabitat.

Het zomerhabitat wordt in het kader van ecologisch onderzoek ook wel het landhabitat genoemd.
De knoflookpad lijkt in Nederland gebonden aan die landschappen die deel uitmaken van de beek- en rivierdalen van de hogere zandgronden in het oosten van het land. De soort geeft de voorkeur aan een makkelijk vergraafbare, rijkelijk door de zon beschenen bodem. Deze locaties worden meestal vertegenwoordigd door zanderige rivierduinen. 's Zomers leidt de knoflookpad een zwervend bestaan door houtwallen, bosjes, vochtige weilanden en dergelijke. Ook wordt hij dan bij tijd en wijle op zandige aardappelakkertjes, aspergevelden, moestuintjes en maïsakkers aangetroffen.
De voortplantingswateren zijn bij voorkeur diep (20 tot 130 cm), voedselrijk en dicht begroeid. Een belangrijke voorwaarde is dat het water geen vis bevat en niet stroomt, alleen stilstaande, visvrije wateren zijn geschikt. Ook in brak water kunnen de larven zich ontwikkelen.

## Voortplanting
De voortplantingstijd verschilt enigszins per geografische locatie en loopt uiteen van maart tot mei. Soms vindt na veel regenval rond juni een tweede voortplanting plaats. De padden trekken dan 's nachts of bij vochtig weer ook overdag naar het water. De mannetjes produceren in de voortplantingsperiode een voortplantingsgeluid dat klinkt als “klok -...- klok-klok-...-klok-...klok-klok...” Het geluid wordt met de keel geproduceerd; een kwaakblaas ontbreekt bij deze soort. Ook van vrouwtjes is bekend dat ze geluiden kunnen maken. Het geluid wordt meestal onder water ten gehore gebracht en is dan op het land vaak moeilijker waarneembaar. Als een koppeltje elkaar gevonden heeft, klimt het mannetje op het vrouwtje en houdt haar bij de achterpoten vast. Deze zogenaamde amplexus lumbaris komt voor bij de meer primitieve kikkers, de meeste kikkers kennen een amplexus axillaris waarbij het mannetje zich rond de voorpoten van het vrouwtje vastklemt.
De vrouwtjes zetten omstreeks maart – april eisnoeren af waarin zich de eitjes als zwarte bolletjes schijnbaar ongerangschikt bevinden. Deze eisnoeren worden tijdens de paring min of meer om waterplanten heen gewikkeld. Ze zijn zo'n 40 tot 70 centimeter lang, soms tot een meter en bevatten ongeveer 1200 tot 3400 eitjes, die zo'n 1,7 tot 2 mm in doorsnede zijn en een zwartbruine kleur hebben met een lichte vlek aan de onderzijde. Na zo’n 4 tot 10 dagen is het embryonale stadium voltooid en komen de larven uit het ei, ze zijn dan zo’n 5 mm lang. Ze blijven op de bodem en leven eerst van detritus. Bij een lengte van 6 tot 7 mm worden de larven vrijzwemmend, ze schakelen over naar meer dierlijk voedsel. Vrijzwemmende larven bevinden zich meestal dicht bij het wateroppervlak, bij gevaar duiken ze snel in de modderbodem.
De meeste larven zijn volledig ontwikkeld na zo'n 10 tot 20 weken en verlaten in juni tot juli het water. Soms overwinteren ze in het water om pas het volgende jaar te metamorfoseren. Na de metamorfose zijn de juvenielen ongeveer 2 tot 4 cm lange, het duurt het meestal twee jaar eer de pad geslachtsrijp is. De knoflookpad kan in de natuur zo'n 10 jaar oud worden.

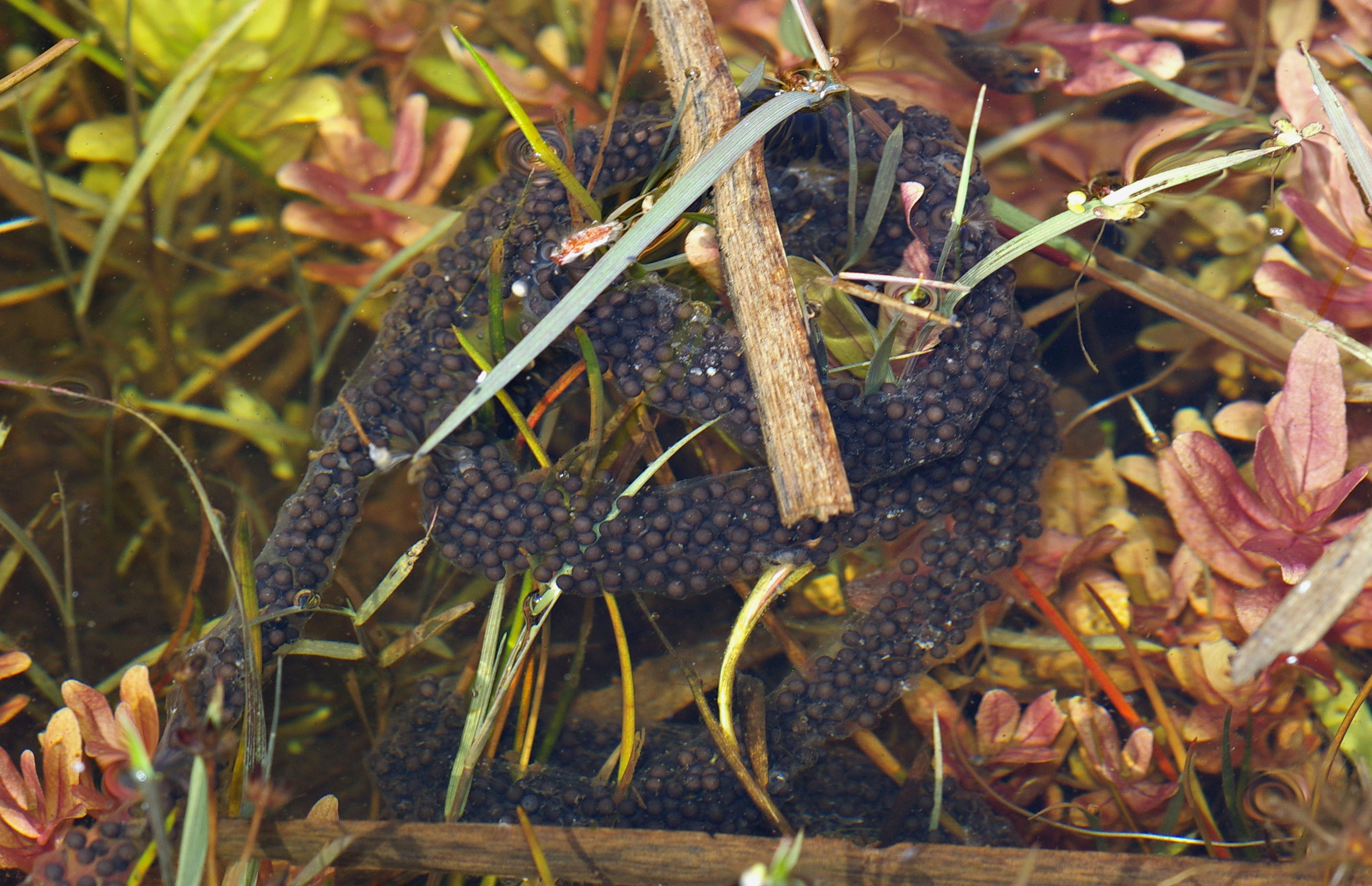
Eiersnoer
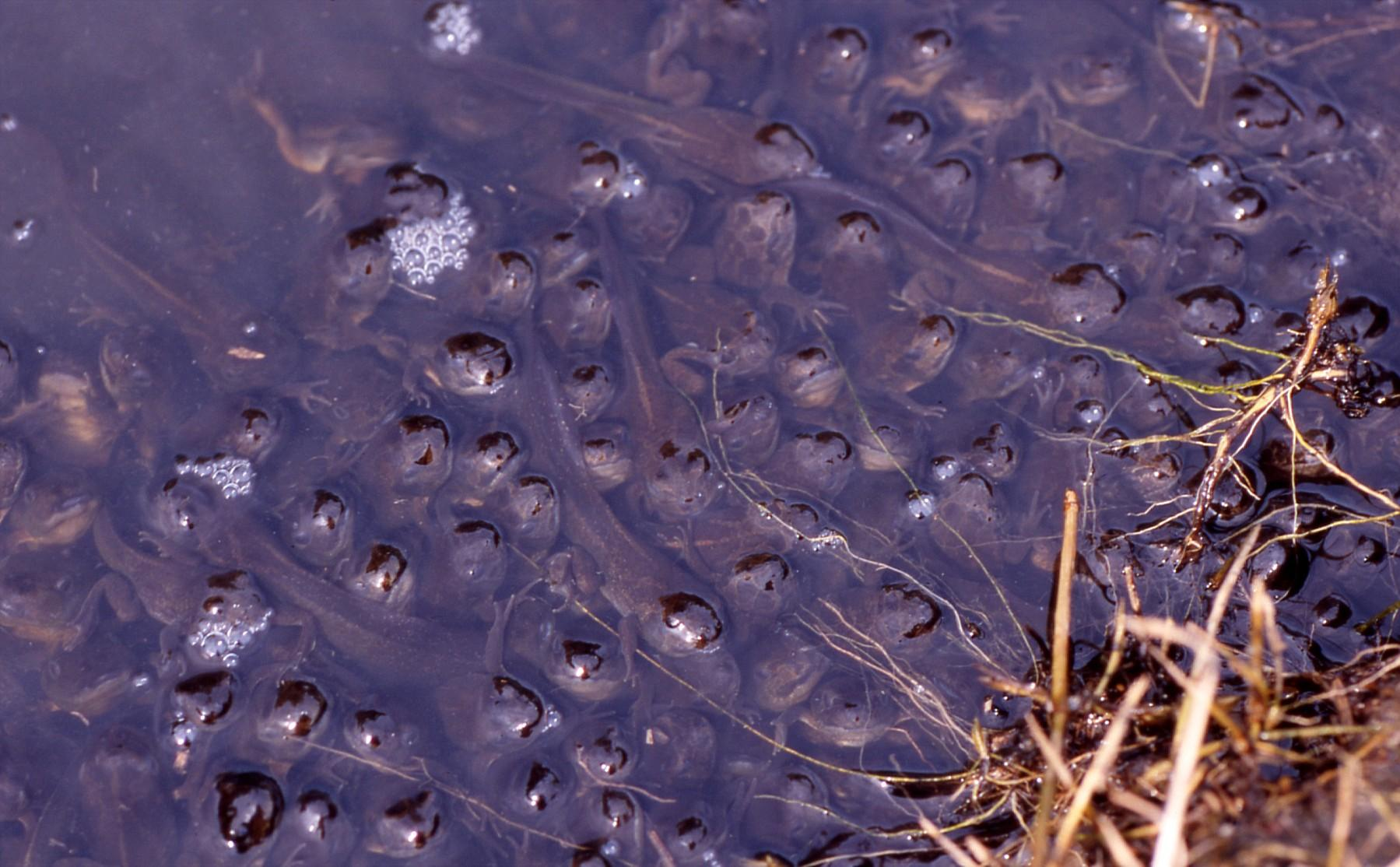
Massaal voorkomen van larven
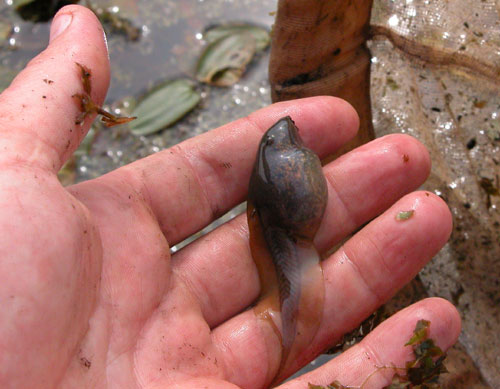
Kikkervisje
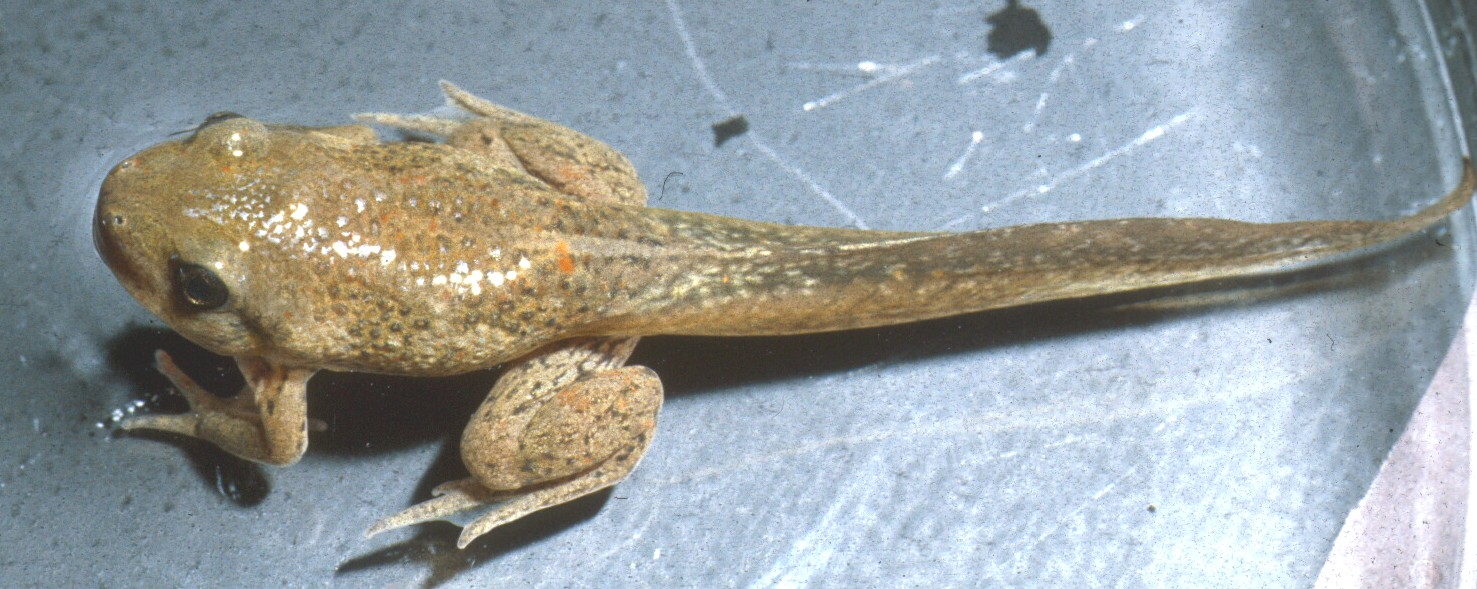
Bijna volgroeide larve

## Ecologie

### Voedsel
De volwassen knoflookpad leeft van kleine ongewervelde dieren die hij 's nachts tegenkomt op de bodem. Van exemplaren uit Oekraïne bleek uit onderzoek dat voornamelijk loopkevers en daarnaast nachtvlinders op het menu staan. Andere ongewervelden, zoals vliegen en muggen, snuitkevers, dwergcicaden, spinnen, duizendpoten en mieren werden eveneens aangetroffen in de maag. Vanwege de bodembewonende levenswijze worden nauwelijks vliegende insecten gegeten.
De pas uit het ei gekropen larven leven de eerste tijd nog van hun dooier, later gaan ze meer dood organisch materiaal op van plantaardig of dierlijke afkomst. Als ze groter worden schakelen ze over op kleine diertjes, zoals raderdieren, mosselkreeftjes, eenoogkreeftjes en watervlooien. Ook aas wordt gegeten en kannibalisme komt voor, waarschijnlijk worden ook de larven van andere kikkers gegeten zoals die van de boomkikker (Hyla arborea).

### Vijanden en verdediging
Vijanden van de volwassen knoflookpad zijn voornamelijk vogels, in Europa komen zo'n 20 vogelsoorten voor die knoflookpadden eten. Voorbeelden zijn buizerds en uilen, de bosuil heeft een grote voorkeur voor knoflookpadden. Andere predatoren zijn egels, vossen en de waterspitsmuis. De larven worden belaagd door vissen, grote waterinsecten en sommige andere dieren. Van de wilde eend is bekend dat deze de eieren en larven opslobbert.
Uit onderzoek blijkt dat de larven van de knoflookpad meer te lijden hebben onder parasitaire rond- en platwormen dan de larven van andere kikkers en padden. Dit is waarschijnlijk te wijten aan het relatief lange larvale stadium van de knoflookpad, waardoor ze langer blootgesteld worden aan in het water levende parasieten.
De naam 'knoflookpad' is te danken aan de kliersubstantie die bij ongemak soms wordt afgescheiden om vijanden af te schrikken. De geur doet inderdaad enigszins aan knoflook denken. Overigens doet de knoflookpad dit, in tegenstelling tot wat vaak wordt beweerd, bij hantering door een mens bij hoge uitzondering. Onduidelijk is nog of dit gedrag in natuurlijke context vaker vertoond wordt.
De kikker kan zich plat tegen de bodem drukken bij naderend gevaar en zich volblazen met lucht en hoog op de poten staan bij een confrontatie. Deze pose is ook bij andere kikkers beschreven, zoals de gewone pad (Bufo bufo). Bij hantering wordt een afweergeluid gemaakt dat doet denken aan het gehuil van een kind.

### Gedrag
De knoflookpad is een goede en snelle springer, die relatief grote sprongen kan maken. Het is daarnaast een zeer goede zwemmer. De specialisatie van de knoflookpad is echter zijn vermogen om zich achterwaarts, met behulp van de schoffel-vormige uitsteeksels aan de achterpoten in te graven. De knoflookpad is een enorm snelle graver; met gemak graaft hij zich binnen 10 minuten 50 cm diep in. Voor de winterslaap wordt een diepere tunnel gemaakt van ongeveer 60 cm om zo niet te bevriezen.
De knoflookpad is in de regel nachtactief en schuilt overdag onder de grond in zelfgegraven tunneltjes. De kikker komt hierdoor in sommige gebieden in grote hoeveelheden voor, maar voltrekt zich vanwege de gravende levenswijze grotendeels aan het zicht.
In heel warme en droge gebieden trekt de kikker zich in de zomer gedurende enkele weken terug in een hol. Dit dient om uitdroging te voorkomen en wordt wel de zomerrust of estivatie genoemd.
In de voortplantingstijd verandert de kikker zijn nachtactieve levenswijze gedurende een paar dagen in een dagactieve activiteit. In de zomerperiode trekken veel individuen weg van de voortplantingswateren. De dieren kunnen zich tot een kilometer van de voortplantingswateren begeven.

## Taxonomie

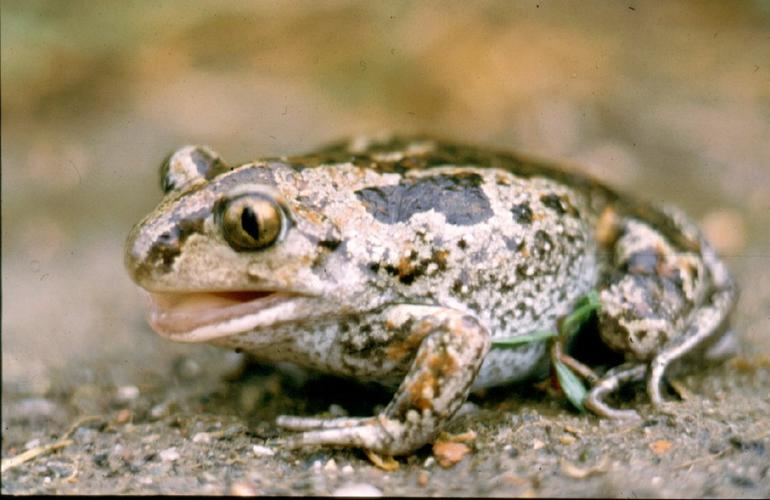
Pelobates fuscus insubricus uit Italië

De knoflookpad werd voor het eerst door Laurenti in 1768 beschreven als Bufo fuscus. De wetenschappelijke naam is tegenwoordig Pelobates fuscus; de soortaanduiding fuscus betekent donker of duister.
Het geslacht Bufo, waartoe de soort in eerste instantie behoorde, wordt tegenwoordig tot de padden gerekend. Later behoorde de kikker onder andere tot geslachten als Bombina (tegenwoordig: vuurbuikpadden), Rana (tegenwoordig: echte kikkers) en het niet meer erkende Bombinator.
Het is een van de soorten waarvan lange tijd werd gedacht dat het een typische pad was. Tegenwoordig weet men dat het plompe uiterlijk in eerste instantie weliswaar aan padden doet denken maar de knoflookpad is verwant is aan de typische kikkers en niet aan de 'echte' padden uit de familie Bufonidae.

### Synoniemen
In het verleden zijn door biologen door de jaren heen verschillende wetenschappelijke namen gebruikt voor deze groep. Dergelijke namen worden synoniemen genoemd en worden nog gebruikt in de literatuur. Deze synoniemen zijn onderstaand weergegeven.
- Bufo fuscus Laurenti, 1768
- Rana vespertina Pallas, 1771
- Rana fusca Meyer, 1795
- Bufo vespertinus Schneider, 1799
- Rana alliacea Shaw, 1802
- Bombinator fuscus Fitzinger, 1826
- Bombina fusca Sturm, 1828
- Bombina marmorata Sturm, 1828
- Rana cultripes cultripes Schinz, 1833
- Pelobates insubricus Cornalia, 1873
- Pelobates latifrons Herón-Royer, 1888
- Pelobates campestris Severtsov, 1913
- Pelobates praefuscus Khosatzky, 1985

### Ondersoorten
Er zijn twee ondersoorten; Pelobates fuscus fuscus en Pelobates fuscus insubricus. De nominale ondersoort P. f. fuscus heeft verreweg de grootste verspreiding en komt binnen het verspreidingsgebied overal voor behalve in Italië. Hier leeft de ondersoort P. f. insubricus, die echter met uitsterven wordt bedreigd omdat de voortplantingswateren verdwijnen. In zuidelijk Zwitserland is deze vorm uitgestorven. De ondersoort wijkt iets af van P. f. fuscus; het lichaam blijft iets kleiner en ook de larven worden gemiddeld zo'n zes cm korter dan die van P. f. fuscus. De larven van P. f. insubricus zijn waarschijnlijk altijd voor de winter ontwikkeld; overwinterende larven zijn nog nooit waargenomen.

## Bedreiging en bescherming
De knoflookpad is vanwege zijn verborgen levenswijze moeilijk in kaart te brengen als het gaat om de verspreiding en het aantal individuen per populatie. Daarom is de status van veel populaties moeilijk in te schatten, er zijn verschillende hiaten in het verspreidingsgebied van de kikker. Voorbeelden zijn de populaties in Zwitserland, Frankrijk en het zuiden van de Balkan.
Bij het monitoren gaan vrijwilligers 's nachts op pad en inventariseren de roepende mannetjes bij het voortplantingswater en zoeken naar de karakteristieke eiersnoeren. Later in het jaar worden de larven en juvenielen geteld om een beeld te krijgen van de verspreiding van de knoflookpad.
De soort is extreem gevoelig voor te veel dierlijke meststoffen en de daaruit direct voortvloeiende verzuring van de bodem. Vooral mestinjectie, waarbij de mest direct in de bodem gespoten wordt, heeft de laatste tien jaar voor een enorme achteruitgang van geschikte leefgebieden gezorgd.
Behalve dat de knoflookpad op de rode lijst staat en in het Europese CITES-verdrag expliciet wordt genoemd, zijn de trends in de verspreidingsgegevens in de loop van de jaren er de oorzaak van dat er sinds 2000 een omvangrijk onderzoek is gestart naar het gebruik van het landhabitat van de knoflookpad. Onder andere het Ministerie van Landbouw, Natuur en Voedselkwaliteit heeft hier opdracht toe gegeven.

### Waarnemingen
- Kaarten met waarnemingen:

- België
- Nederland
- wereldwijd